# NGC 7236
NGC 7236 (również PGC 68384 lub UGC 11958) – galaktyka soczewkowata (S0A), znajdująca się w gwiazdozbiorze Pegaza. Odkrył ją Albert Marth 25 sierpnia 1864 roku. Jest to galaktyka z aktywnym jądrem typu LINER. Wraz z sąsiednimi galaktykami NGC 7237 i PGC 200377 (zwaną czasem NGC 7237C) została skatalogowana jako Arp 169 w Atlasie Osobliwych Galaktyk.